# Croix Saint-Verny
La croix Saint-Verny  est située à Ceyrat en France.

## Localisation
La croix est située sur la commune de Ceyrat, chemin de La Baumière, dans le département du Puy-de-Dôme en région Auvergne-Rhône-Alpes.

## Description
La croix comprend trois parties : un socle carré avec cave, c'est-à-dire un abri pour maintenir au frais le bousset du vigneron (Saint Verny étant le saint patron des vignerons auvergnats) ; un piédestal en forme de tronc de pyramide ; une croix de section cylindrique. Le Christ crucifié est placé du côté de la vigne et Saint-Verny face au chemin. Sculpté en haut-relief au centre de la croix, il est supporté par un calot. Coiffé d'un petit chapeau rond, il est vêtu d'une casaque longue ou d'une blouse. Les mains du saint se joignent au centre. L'une tient une serpe à talon, l'autre un sarment de vigne avec raisin. Chien et besace sont représentés en bas-relief, au-dessous de la console. Ce petit édicule appartient à un art populaire qui a été florissant et dont beaucoup de témoins ont déjà disparu.

## Historique
La croix est inscrite au titre des monuments historiques par arrêté du 30 mai 1984.